# Lothar Udo II.
Lothar Udo II. (* 1020/30; † 4. Mai 1082) war Graf von Stade und ab 1057 Markgraf der Nordmark.

## Leben
Lothar Udo war der vermutlich einzige Sohn des Grafen Lothar Udo I. von Stade, Markgraf der Nordmark aus dem Hause der Udonen, und der Adelheid von Rheinfelden, Tochter des Grafen Kuno. Der ursprüngliche Herrschaftsbereich der Grafen von Stade lag an der unteren Elbe um Harsefeld und Stade. Sie besaßen aber infolge  einer Eheverbindung, die im 1. Drittel des 11. Jahrhunderts geschlossen wurde, auch im östlichen Sachsen Güter und Rechte. Im Jahr 1044 wurde Wilhelm, Sohn des Grafen Bernhard II. von Haldensleben, neuer Markgraf der Nordmark. 1056, in der Schlacht bei Pritzlawa (bei Werben (Elbe)), wurde das sächsische Heer von den slawischen Liutizen vernichtend geschlagen. Dabei starb auch Wilhelm, und Kaiser Heinrich III. belehnte Lothar Udo I., Sohn des Grafen Siegfried II. von Stade, mit der Nordmark. Dieses Reichslehen in der sächsischen Nordmark stärkte die Stellung der Udonen in diesem Raum. Nach dem Tode seines Vaters im Jahre 1057 wurde Lothar Udo II. neuer Markgraf der Nordmark.
Er stellte sich gegen die mit ihm verwandten Billunger und gegen den Erzbischof Adalbert von Bremen. Adalbert hatte großen Einfluss auf den noch unmündigen König Heinrich IV. gewonnen und wollte das Territorium des Erzbistums Bremen zu Lasten kleinerer Grafschaften erweitern. 1063 erwirkte er die Übertragung der Grafschaft Stade im Gebiet zwischen Unterelbe und Unterweser an das Erzbistum Bremen, so dass Udo II. in diesem wichtigen Bestandteil des städtischen Besitzes erzbischöflicher Lehnsträger wurde. Zunächst hatte Erzbischof Adalbert die Grafen von Stade als Gegengewicht zur starken Stellung der Billunger gefördert. Das Verhältnis der Grafen von Stade zu dieser herzoglichen Familie verschlechterte sich bald danach und es brachen kriegerische Auseinandersetzungen zwischen den Udonen und den Billungern aus. Im Jahr 1065 wurde Heinrich IV. volljährig.
Lothar Udo II. war 1066 deshalb mit den Billungern am Sturz Adalberts beteiligt und gewann alle verlorenen Rechte und Gebiete zurück. Auch Udo nutzte Adalberts Schwäche zu Besitzerweiterungen aus. Im Jahr 1068 bekam Udo II. die Mark Zeitz dazu. Im gleichen Jahr marschierte er mit König Heinrich IV. gegen die slawischen Liutizen an der Elbe. 1069 wurde der Kriegszug erfolglos beendet. Im Jahr 1071 beteiligte er sich an einer Verschwörung der Fürsten in Bardowiek. Zum aufständischen Adel zählten 1073 auch die Grafen von Stade. Von der königstreuen Politik ihrer erzbischöflichen Lehnsherren, Adalbert und Liemar, dürften sie sich schon vorher abgewandt haben. Der Herzog von Bayern, Otto von Northeim, war 1075 der Anführer der aufständischen Sachsen im Sachsenkrieg gegen Heinrich IV. Udo kämpfte in der Schlacht bei Homburg an der Unstrut auf sächsischer Seite. Sie wurden jedoch geschlagen.
Während sich die Mehrzahl der sächsischen Fürsten erst nach langen Verhandlungen zur Unterwerfung bereitfand, verständigte sich Udo bald nach der Niederlage mit dem König, der gegen Auslieferung eines seiner Söhne als Geisel darauf verzichtete, ihn in Haft zu nehmen. Gemeinsam mit Erzbischof Liemar ist Udo wenig später als Vermittler zwischen Heinrich IV. und den aufständischen Fürsten tätig geworden. Nach seinem Tod 1082 folgte ihm in der Markgrafschaft sein Sohn Heinrich I. der Lange.

## Ehe und Nachkommen
Er heiratete Oda von Werl (auch Uda und Hilaria; * ca. 1050), Tochter der Richenza von Schwaben aus ihrer ersten Ehe mit Hermann III. (von den Grafen von Werl). Ihre Kinder sind:
- Heinrich I. der Lange (* um 1065; † 27. Juni 1087),
  - ⚭ Eupraxia von Kiew
- Lothar-Udo III. (* um 1070; † 2. Juni 1106)
- Rudolf I. († 7. Dezember 1124)
  - ⚭ Richardis, Tochter des Grafen von Sponheim Hermann († 22. Juli 1118), ab 1080 Burggraf von Magdeburg, ein Bruder Erzbischof Hartwigs.
- Siegfried († um 1111), Geistlicher zu Magdeburg
- Adelheid (* um 1065; † 18. Oktober 1110)
  - ⚭ 1.) Friedrich III. Graf von Goseck († 5. Februar 1085)
  - ⚭ 2.) Ludwig der Springer von Thüringen (* 1042; † 1123)